# Хмелецкий, Стефан
Сте́фан Хмеле́цкий (укр. Стефан Хмелецький, пол. Stefan Chmielecki; ок. 1580 — 20 февраля 1630, Новый Меджибож, Речь Посполитая) — военный деятель Речи Посполитой из рода Хмелецких герба «Боньча», староста овруцкий и таборовский. В 1630 году — воевода киевский.
Хмелецкий принимал участие в русско-польской войне 1605—1618 годов и польско-турецкой войне 1620—1621 годов, а также был одним из польских лидеров в борьбе Речи Посполитой с крымскими татарами в 1620-х годах. Участвовал в битвах под Мартыновым и под Белой Церковью.

## Биография

### Становление
Точные дата и место рождения Стефана Хмелецкого не установлены. Известно, что он появился на свет в бедной польской шляхетской семье.
Боевое крещение Хмелецкий получил относительно поздно — приблизительно в 29 лет, во время русско-польской войны. Тогда Хмелецкий принадлежал к конфедерации наёмников Циклинского, к которой примкнул под Москвой и в составе которой отличился при двухлетней осаде Смоленска. В 1612 году он был отправлен к Станиславу Жолкевскому для получения жалования за службу, а в следующем году — посетил Варшавский сейм на правах представителя главы конфедерации. По окончании войны вернулся к князьям Острожским.
В 1616 году Хмелецкий принял участие в борьбе за трансильванский престол между Габором Бетленом и Другетом Гомонаем, сражаясь на стороне последнего и, вероятно, действуя в политических интересах Острожских и Корецких. Несмотря на то, что Гомонай пользовался поддержкой Габсбургов, победу в противостоянии одержали сторонники Бетлена, и Хмелецкий возвратился в Польшу.

### В боях с татарами
Во время боёв между поляками и крымскими татарами Хмелецкий сражался под началом Станислава Жолкевского, который на тот момент был назначен коронным гетманом Речи Посполитой. В столкновениях под Бушей и Цецорой он командовал отрядом в 800 казаков. В разгар Цецорской битвы, в которой татары и поддерживавшие их турки разбили польские силы, Хмелецкий покинул поле битвы, прорвавшись со своими казаками через окружение татарской конницы, вскоре после чего гетман Жолкевский с небольшой группой воинов, отбиваясь от врагов, погиб. Этот бесславный поступок наложил серьёзный отпечаток на репутацию Хмелецкого — в Польше его обвинили в трусости.
В 1621 году Стефан Хмелецкий перешёл на службу к киевскому воеводе Томашу Замойскому, который поручил ему главенство над волостями Красное и Меджибож и защиту огромных владений Острожских и Замойских от нападений татар. В том же году во главе отряда в 600 казаков Хмелецкий двинулся под Хотин, где в это время собирались объединённые польско-литовские войска, но по пути столкнулся с татарскими подразделениями, что стало причиной его опоздания на Хотинскую битву, в которой, впрочем, поляки одержали победу. После этого он продолжал служить у Замойского как командир пограничных отрядов.
На 1620-е годы пришёлся пик востребованности и успехов Хмелецкого. Зимой 1624 года, во время нападения татар Буджакской орды на западное Подолье, он отправился на разведку с людьми Томаша Замойского и четырьмя казачьими хоругвями гетмана Станислава Конецпольского в район Скала — Чортков. 5 февраля силы Хмелецкого атаковали отряд Манзул-мурзы численностью в 1500 человек в Залесье и разбили его. В этом бою, однако, глава отряда получил тяжёлое огнестрельное ранение. В июне того же года, после очередного татарского набега, войска Конецпольского одержали победу в битве под Мартыновым (1624) над силами противника во главе с Кантемир-мурзой на равнине между Мартыновым, Галичем и Большовцом. В этом сражении Хмелецкий командовал лёгкой конницей на правом фланге польских сил. Во время переправы татар через Днестр он отрезал им путь к броду и заставил перебираться на другой берег в гораздо менее удобном месте. Когда половина вражеских солдат перешла реку, по ним с фронта ударили все казаки Конецпольского и обратили противника в бегство, после чего в погоню за отступающими татарами двинулись конные отряды Хмелецкого. Они гнали врага на несколько десятков километров до Хотимира (примерно 90 км от Мартынова), убив значительную часть бежавших турок. За заслуги в этой битве польский король Сигизмунд III пожаловал Хмелецкому командование брацлавской хоругвью.
Зимой 1626 года, во время очередного нападения крымских татар на Подолье и Галицию, гетман Конецпольский передал в распоряжение Хмелецкого 800 воинов и приказал следить за передвижениями противника, при этом избегая столкновений. Но, несмотря на это, ночью Хмелецкий внезапно атаковал татарский кош под Тарнополем, в котором на тот момент находился крымский хан Мехмед III Герай. И хотя поляки вскоре были вынуждены отступить к Тарнопольский крепости, Хмелецкий сумел освободить и забрать весь татарский ясырь и свободных лошадей, несмотря на хорошую защиту лагеря. В последующие несколько дней он разбил ещё ряд подразделений противника к юго-западу от Тарнополя.

### Во главе «украинных войск»
Храбрость, хорошее знание тактики противника и боевая удача Хмелецкого завоевали ему признание как среди шляхтичей, так и среди казаков. В том же, 1626 году, гетман Конецпольский, отправлявшийся с походом в Пруссию против войск Густава II Адольфа, назначил Стефана полковником так называемых «украинных войск», состоявших из шляхетских и казацких подразделений. Ему было поручено заниматься подготовкой войск на Украине.
Осенью 1626 года «огромная толпа татар, — писал Н. И. Костомаров, — бросилась» на территорию Речи Посполитой. 9 октября, в ливень, шеститысячное войско Хмелецкого, включавшее в себя подразделения кварцяного войска и запорожские казачьи части под командованием Михаила Дорошенко, разбило основные силы нападавших на берегах реки Рось, невдалеке от Белой Церкви. Перед этим боем казаки и драгуны собирались обстрелять татар из мушкетов, но под проливным дождём порох отсырел, и в результате Хмелецкий отдал приказ идти на неприятеля с саблями. Для уничтожения разрозненных малых татарских отрядов в окрестностях полякам и казакам понадобилось ещё два дня. В совокупности за этот трёхдневный период в польский плен попало 1200 татар, среди которых было 40 мурз. Потери же людей Хмелецкого составили всего 40 человек.
В 1627 году турецкие формирования под командованием Хассана-паши попытались восстановить укрепления ряда замков по Днепру, которые были разрушены казаками ещё в XVI веке, в период правления Сулеймана I Великолепного. Однако восстановительные работы были прерваны известием о подходе войск Хмелецкого. Напуганные турки, которым внушало страх одно лишь его имя, поспешно вернулись в Очаков.
Осенью 1629 года татары в очередной раз напали на польские земли. Немногочисленное на тот момент войско Хмелецкого было не в силах противостоять им без помощи казаков, а потому двинулось вслед за противником. Споры с воеводой русским Станиславом Любомирским, который не хотел переходить в подчинение Хмелецкого, задерживали продвижение сил последнего. 4 октября хоругвь Самуила Лаща разбила одно татарское подразделение в устье Днестра, а 9 октября сам Хмелецкий, дождавшийся прихода казаков Григория Чорного, разгромил основное турецкое войско в битве под Бурштыном. Это сражение принесло большой успех полковнику «украинных» войск: в бою погиб сын буджакского Кантемира-Мурзы Мамбет-бей, а брат Гадлей-мурзы вместе с двумя тысячами солдат попал в плен. Самому Кантемир-мурзе, а также Галга-мурзе удалось спасти бегством. Помня о том, как Кантемир-мурза обезглавил гетмана Жолкевского после Цецорской битвы и послал его голову султану, Хмелецкий приказал отсечь голову Мамбет-бею и по аналогии отправил её королю Сигизмунду III вместе с седлом и саблей убитого.

### Последний год
За победу под Гнилой Липой в начале 1630 года по инициативе Сигизмунда III Хмелецкий был поставлен во главе Киевского воеводства и староства Овруцкого, несмотря на протесты со стороны украинских магнатов, считавших его «выскочкой из низов». До этого Хмелецкий уже занимал должности ротмистра, королевского полковника, брацлавского хорунжего (с 1625 года), королевского стражника, гетманского наместника и таборовского старосты (с 1629 года). О назначении он узнал, уже будучи тяжело больным.
Стефан Хмелецкий внезапно скончался 20 февраля 1630 года в Новом Меджибоже от болезни горла, отправившись в очередной военный поход. Это произошло почти сразу после его назначения на должность воеводы — он даже не успел вступить на свой пост и поблагодарить короля за назначение. Его похоронили в тот же день в Баре, где к тому времени находилась резиденция коронных гетманов Речи Посполитой. Хроники сообщают, что во время похорон Хмелецкого присутствовавшие казаки не скрывали своих слёз.

## Семья
Супругой Стефана Хмелецкого была Теофила Хоцимирская. После смерти мужа она вторично вышла замуж за Мартина Тулибовского. В браке с Теофилой у Хмелецкого родилось два сына — Лукаш и Адам. В 1631 году, спустя год после смерти отца, сенат Речи Посполитой закрепил за ними все владения Хмелецкого на территории современной Украины и освободил от уплаты налогов. Оба сына умерли не позднее 1645 года.
Братья Хмелецкого — Иероним и Кшиштоф — тоже участвовали в войнах с татарами, а также казаками.

## Признание и оценка

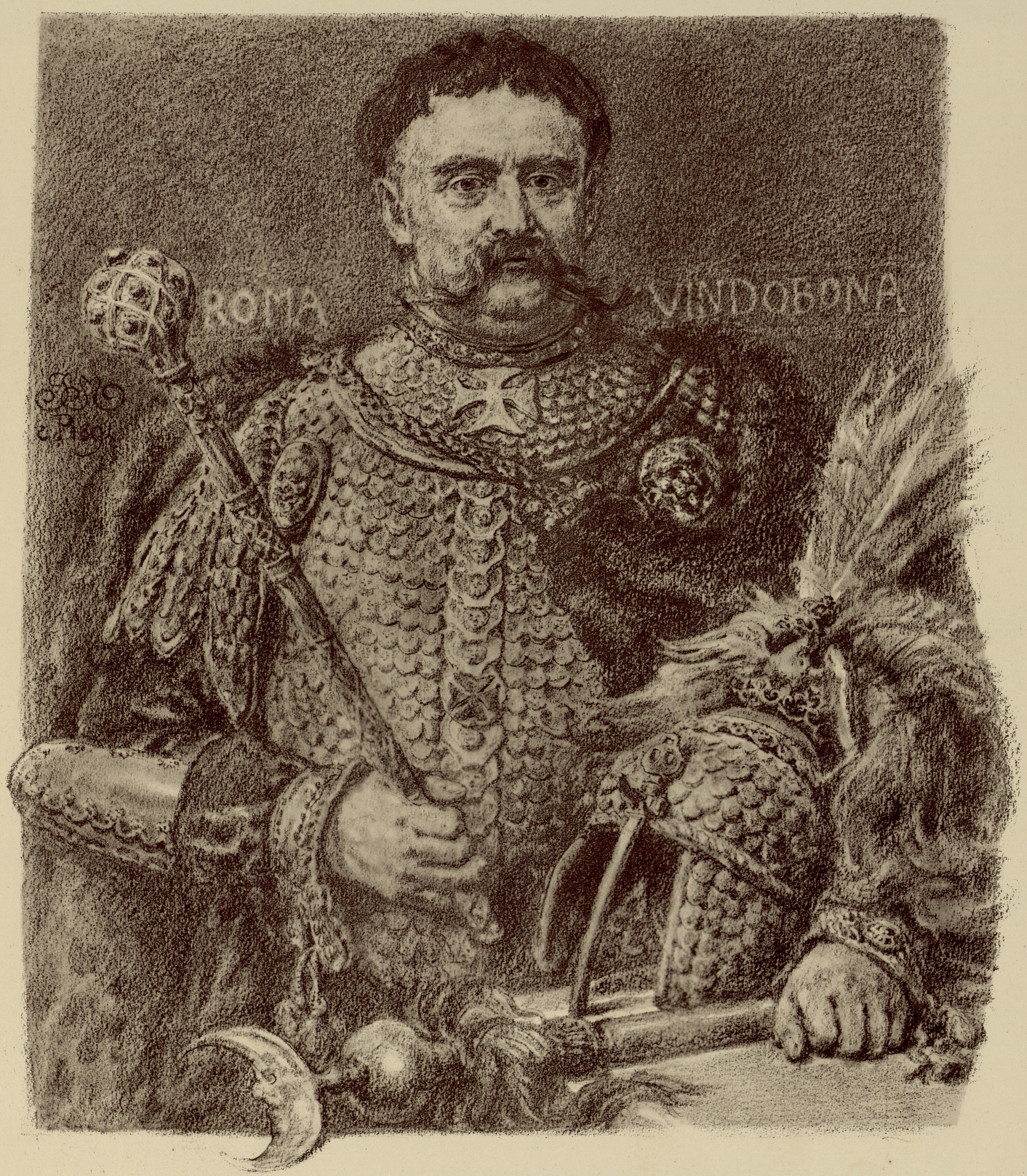
Ян Собеский

Стефан Хмелецкий является одним из тех полководцев Речи Посполитой, память о которых воспета в народном творчестве. В частности, текст одной из посвящённых ему песен почти наполовину совпадает с текстом известной песни о гетмане Петре Сагайдачном («Ой на горі та й женці жнуть»). Хмелецкий получил известность благодаря своим боевым подвигам и особенностям характера не только в армии, но и среди местного украинского населения. Он принадлежал к немногим военным деятелям Речи Посполитой, умевшим побеждать татар и уничтожать вражеские отряды во время их манёвров. Его военное искусство было примером, в частности, для будущего польского короля Яна III Собеского, который считал Хмелецкого своим учителем. Лестные отзывы об этом человеке оставил и его современник, хронист Иоаким Ерлич, посвятивший Хмелецкому объёмный некролог, напечатанный на полутора страницах.
Залогом военных успехов Хмелецкого были хорошо отлаженная внутренневойсковая дисциплина и активное использование разведки. Начавший карьеру, как писал Генрик Сенкевич в романе «Огнём и мечом», «простым рыцарем и окончивший её киевским воеводой и сенатором республики», этот человек одинаково обходился как с крестьянами, так и с магнатами, благодаря чему был особенно популярен среди украинского казачества, ценивших его боевые качества и хорошее отношение к казакам. Михаил Грушевский писал, что Хмелецкий «на казака привык скорее смотреть как на товарища по оружию, чем на обыкновенного панского подданного». Похожую характеристику Хмелецкому дала и этнограф Александра Ефименко, назвавшая его «человеком очень гуманным, прекрасно знакомым с положением дел на Украине и искренне расположенным к казакам».
Хмелецкий был хорошо осведомлён о взаимоотношениях между казаками, турками и татарами. При поддержке казаков он пытался навязать Крымскому ханству протекторат Речи Посполитой. В частности, с его разрешения и при его помощи был организован ряд казацких походов на территорию Крыма в 1628 и 1629 годах на помощь Мехмеду III Гирею в гражданской войне. Однако планы Хмелецкого по созданию единой антиосманской коалиции Речи Посполитой и Крымского ханства так и не были реализованы.
Известно также, что Хмелецкий был не только искусным воином, но и хорошим хозяйственником. Вместе с женой Теофилой он поднял экономику подконтрольных ему земель благодаря банковским операциям и торговле с Молдавским княжеством.